# Daglezja
Daglezja, jedlica (Pseudotsuga Carriere) – rodzaj zimozielonych drzew szpilkowych z rodziny sosnowatych. Obejmuje w zależności od ujęcia od 4 do 8 gatunków. W Ameryce Północnej rosną dwa gatunki (P. menziesii i P. macrocarpa), jeden w Japonii (P. japonica) i jeden w Chinach wraz z wyspą Tajwan (P. sinensis). Takson występujący w Chinach bywa rozdzielany na trzy lub nawet pięć gatunków. Daglezje są istotnym składnikiem lasów w obszarze występowania. Mają też duże znaczenie ekonomiczne jako źródło surowca drzewnego. Służą do wyrobu słupów, podkładów kolejowych, sklejki, ścieru. Wykorzystywane są olejki eteryczne daglezji zielonej (Oregon balsam), żywica stosowana była jako guma do żucia, liście jako substytut kawy, a słodkie soki były zbierane i wykorzystywane przez Indian. W Polsce rośnie introdukowana daglezja zielona.

## Morfologia

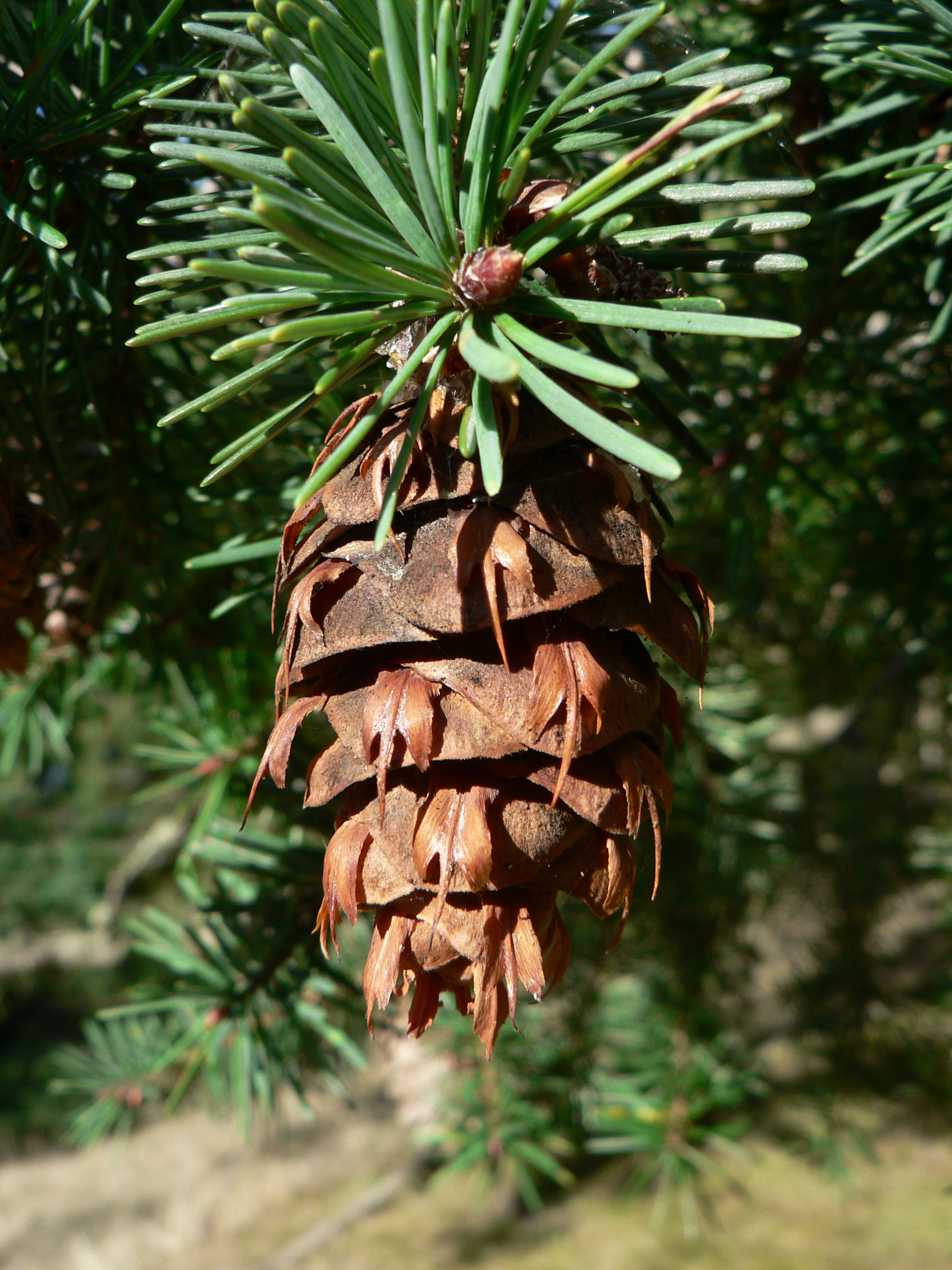
Szyszka daglezji zielonej

PokrójDrzewa te tworzą nieregularnie stożkowatą lub szeroką koronę. Pień prosty. Daglezja zielona należy do najwyższych drzew na świecie – rekordowy okaz ścięty w 1895 koło Vancouver miał 127 m wysokości. Na młodej, gładkiej korze widoczne są pęcherzyki z żywicą. Kora na starych drzewach jest gruba i silnie spękana. Pędy są zwykle owłosione (u P. japonica nagie) i chropowate z powodu nieznacznie wystających śladów liściowych. Pędy zakończone są wrzecionowatymi, zaostrzonymi pąkami osiągającymi 1 cm długości, nie pokrytymi żywicą. Nie występują krótkopędy.
LiścieSkrętoległe, płaskie i równowąskie igły. U nasady igły zwężone są w krótki ogonek z małą stopką. Liście gatunków amerykańskich są na szczycie tępe lub zaostrzone, a azjatyckich wcięte. Na górnej stronie liści znajduje się rowek, a od spodu dwa paski aparatów szparkowych.
Kwiaty i szyszkiKwiaty zebrane są w rozdzielnopłciowe kwiatostany mające postać drobnych szyszek. Drzewa są jednopienne. Kwiatostany męskie są czerwonawe i stożkowate, wyrastają pojedynczo lub w skupieniach wzdłuż pędów. Kwiatostany żeńskie są różowozielone i wyrastają skupione po kilka. Po zapyleniu zwisające szyszki żeńskie drewnieją. Charakterystyczną ich cechą są widoczne, trójzębne łuski wspierające wystające spod łusek nasiennych. Szyszki osiągają od 5 cm (u P. japonica) do 18 cm długości (u P. macrocarpa).

## Systematyka
Rodzaj z rodziny sosnowatych Pinaceae. W klasyfikacjach dzielących rodzinę na dwa główne klady, należy do tzw. pinoid clade obejmującego rodzaje: modrzew, świerk, sosna i Cathaya. W obrębie tego kladu jest siostrzany dla rodzaju modrzew Larix. Wraz z modrzewiem wyodrębniany jest w podrodzinę modrzewiowe Laricoideae. Bliskie pokrewieństwo tych dwóch rodzajów potwierdzone jest badaniami molekularnymi, anatomicznymi (budowa pędów, kształt okienka), budową ziarn pyłku. Taksonem siostrzanym dla daglezji i modrzewia jest znany ze skamieniałości Eathiestrobus mackenziei.
Rośliny z tego rodzaju obecne były już w oligocenie Ameryki Północnej. Najstarsze znane skamieniałości reprezentujące rośliny w typie P. macrocarpa datowane są na około 32 miliony lat. Pomost lądowy między Ameryką Północną i wschodnią Azją, istniejący przez znaczną część trzeciorzędu, umożliwił rozszerzenie zasięgu rodzaju na kontynent azjatycki. 
Ostatni wspólny przodek gatunków wschodnioazjatyckich z rodzaju Pseudotsuga żył około 20 milionów lat temu we wczesnym miocenie. Różnicowanie taksonów azjatyckich datowane jest na ciepły okres środkowomioceńskiego optimum klimatycznego (17–15 milionów lat temu) i jego rezultatem ma być przywiązanie tamtejszych daglezji do obszarów o stosunkowo ciepłym klimacie. Różnicowanie azjatyckich daglezji zaowocowało dwoma kladami, z których jeden obejmuje P. brevifolia, P. forrestii i część P. wilsoniana, a drugi P. sinensis i P. japonica oraz także część P. wilsoniana. Pokrewieństwo genetyczne części populacji tego ostatniego z obu grupami tłumaczone jest tym, że po pierwotnym oddzieleniu się linii tego gatunku od wspólnych przodków z kladem pierwszym, co miało miejsce ok. 15 milionów lat temu, powstała linia rozwojowa, która pochodzi od przodka, który ok. 7 milionów lat temu zmieszał się z przedstawicielem kladu drugiego.
Wymienione wyżej gatunki wschodnioazjatyckie ujęte zostały w podziale systematycznym rodzaju przedstawionym przez Hermanna w 1982 (w jego ujęciu rodzaj obejmował 8 gatunków). Później w klasyfikacji taksonów azjatyckich dominowało jednak szerokie ujęcie gatunku P. sinensis będącego albo jedynym przedstawicielem daglezji azjatyckich obok P. japonica, ewentualnie wyróżniano jeszcze P. brevifolia i P. forrestii. 
Synonimy taksonomiczne
Abietia A. H. Kent
Wykaz gatunków (nazwy zaakceptowane według The Plant List)
- daglezja chińska (Pseudotsuga sinensis Dode)
- daglezja japońska (Pseudotsuga japonica (Shiras.) Beissn.)
- daglezja wielkoszyszkowa (Pseudotsuga macrocarpa (Vasey) Mayr)
- daglezja zielona (Pseudotsuga menziesii (Mirb.) Franco)